# Serednii Babîn, Kaluș
Serednii Babîn (în ucraineană Середній Бабин) este un sat în comuna Studinka din raionul Kaluș, regiunea Ivano-Frankivsk, Ucraina.

## Demografie
Componența lingvistică a localității Serednii Babîn
     Ucraineană (99,81%)
     Alte limbi (0,19%)
Conform recensământului din 2001, majoritatea populației localității Serednii Babîn era vorbitoare de ucraineană (99,81%), existând în minoritate și vorbitori de alte limbi.